# Ford Courier
Il Ford Courier è stato un veicolo commerciale leggero prodotto in varie serie dalla casa automobilistica statunitense Ford nel Nordamerica dal 1952 al 1985 e in Europa a partire dall'inizio del 1991 fino al 2002. In America Latina è in produzione dal 1998 in versione pick-up.

## America

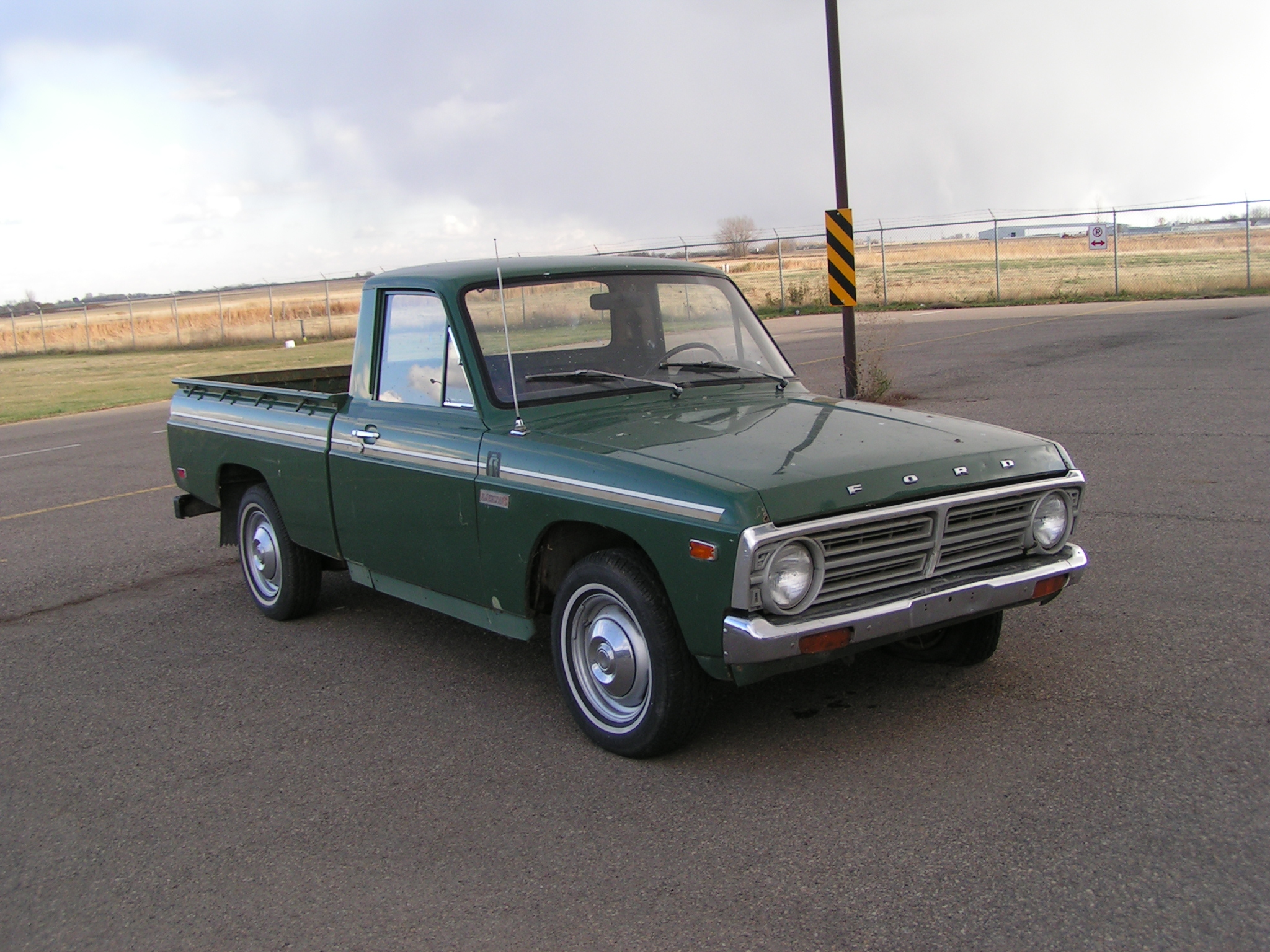
Ford Courier 1971-1976

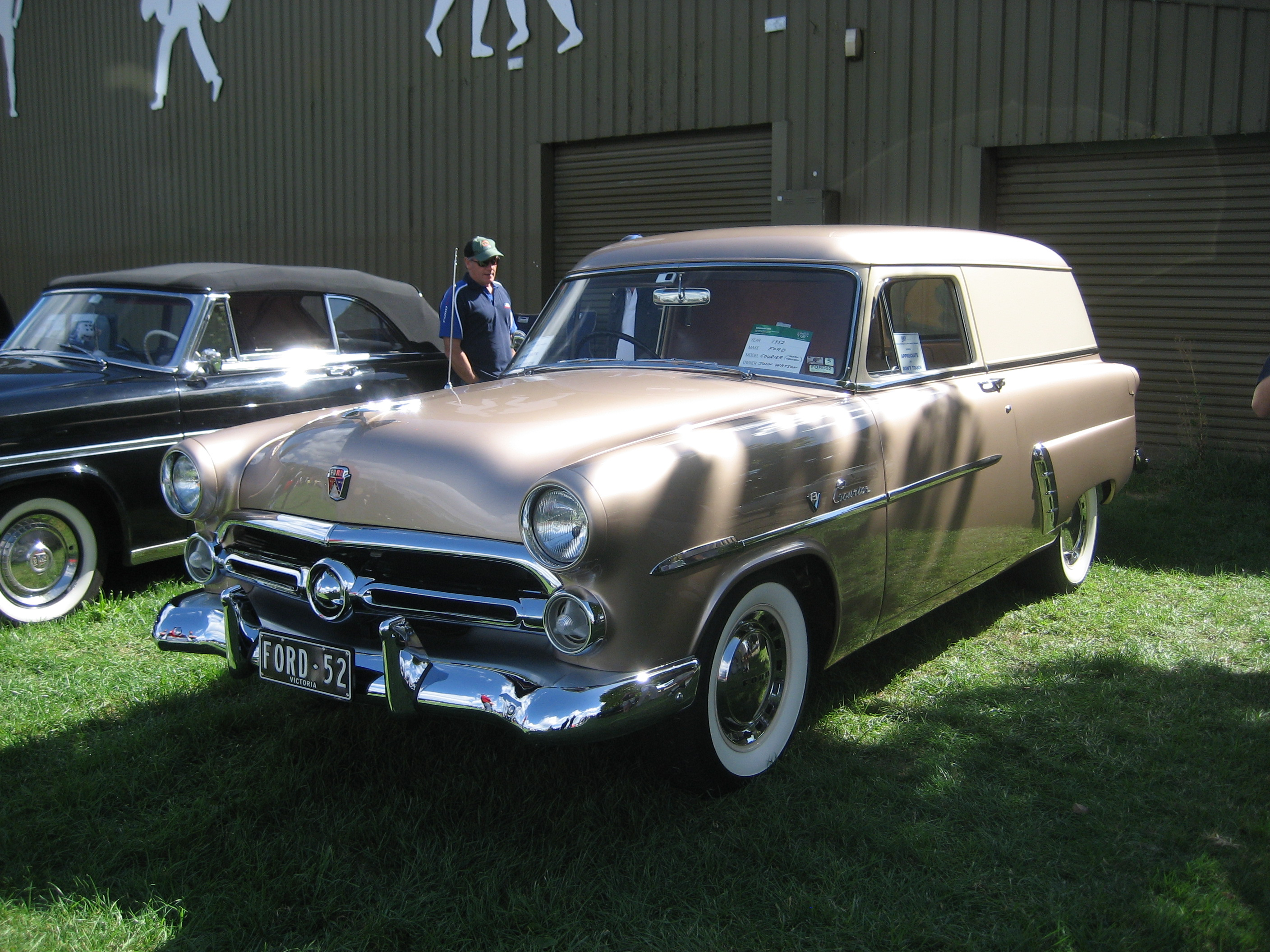
Ford Courier del 1952

In America la produzione del Courier ha inizio nel 1952 con un modello sedan delivery, una sorta di station wagon furgonata. Quando questo esce di produzione nel 1960 il Courier resta fuori dai listini fino al 1971, quando torna in commercio in una versione totalmente diversa, un mini pick-up derivato dal Mazda B-Series, chiamato Ranger.
Un pick-up derivato dalla Fiesta è prodotto dal 1998 in Brasile ed è commercializzato anche negli altri paesi latinoamericani. 

## Europa
Il modello europeo è derivato strettamente dalla Ford Fiesta prodotta nello stesso periodo; il Courier ne ha rappresentato la versione furgone perché ereditava dall'utilitaria anche il design del frontale e degli interni: il vano di carico posteriore però era separato dal resto della carrozzeria. In alcuni paesi è stato commercializzato con la denominazione Ford Fiesta Courier.

### Esordio della prima serie
La prima generazione del Ford Courier esordisce nel 1991 ed è derivato strettamente dalla Fiesta terza serie (nata nel 1989); il Courier utilizza lo stesso telaio, parte dei motori, il frontale e gli interni. Gli sportelli erano gli stessi della Fiesta 5 porte, il muso viene ereditato senza nessuna modifica così come gli interni dove sulle versioni meno costose sono più spartani e la dotazione impoverita (per ridurre il prezzo essendo un furgone). La caratteristica del Courier era il vano di carico separato dal resto della carrozzeria con tetto rialzato (definito "high-cube"), una soluzione adottata da molti concorrenti come il Fiat Fiorino, il Renault Express e il Citroën C15. Il vano di carico (lastrato) inoltre possedeva l'apertura con ante ad armadio.
Veniva prodotto anche in versione passeggeri vetrato con panchetta di sedili posteriori (omologato 5 posti). Il telaio di base subiva alcune modifiche rispetto a quello originale della Fiesta: nel particolare la parte posteriore adottava sospensioni a balestra estremamente rigide per sopportare i carichi del veicolo, inoltre le carreggiate erano più larghe e il passo venne allungato fino a 2,70 metri in modo da poter ottenere un vano di carico abbastanza ampio. L'impianto frenante era stato potenziato in modo da garantire un'efficienza adeguata alla mole del veicolo (più grande rispetto alla Fiesta da cui deriva).
La gamma motori era composta dal 1.3 benzina con cambio 5 rapporti da 60 CV e dal 1.8 Diesel aspirato da 60 CV con cambio manuale 5 rapporti. La trazione era anteriore per tutte le versioni. Il Courier prima serie venne prodotto fino al 1996.

#### Motorizzazioni prima serie
| Modello         | Disponibilità        | Motore  | Cilindrata (cm³) | Potenza       | Coppia max (Nm) | Emissioni CO2 (g/km) | 0–100 km/h (secondi) | Velocità max (km/h) | Consumo medio (km/L) |
| 1.3             | dall'esordio al 1992 | Benzina | 1297             | 46 kW (63 Cv) | 101             | n.d                  | n.d                  | 150                 | 17,6                 |
| 1.3i cat.       | dal 1992 al 1996     | Benzina | 1297             | 46 kW (63 CV) | 101             | n.d                  | n.d                  | 150                 | 17,6                 |
| 1.8 Diesel      | dall'esordio al 1992 | Diesel  | 1753             | 43 kW (58 CV) | 109             | n.d                  | n.d                  | 140                 | 18,8                 |
| 1.8 Diesel cat. | dal 1992 al 1993     | Diesel  | 1753             | 44 kW (60 CV) | 110             | n.d                  | n.d                  | 140                 | n.d                  |
| 1.8 Diesel EGR  | dal 1993 al 1996     | Diesel  | 1753             | 44 kW (60 CV) | 110             | n.d                  | n.d                  | 140                 | n.d                  |

### La seconda serie

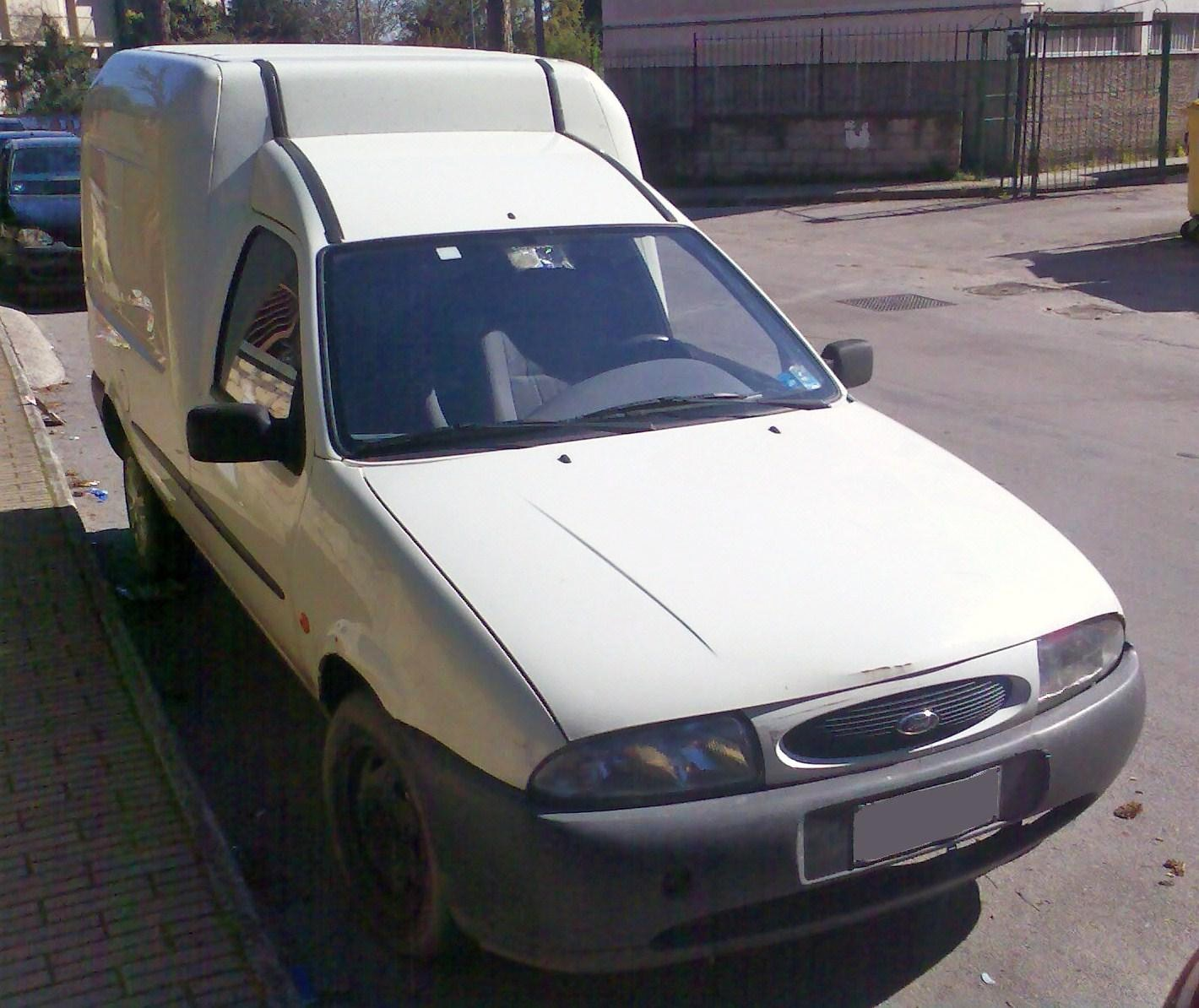
Ford Courier seconda serie del 1996

La seconda serie esordisce nel 1996 e deriva strettamente dalla Fiesta quarta serie; il pianale di base rimase lo stesso del Courier prima serie (perché la Ford mantenne il telaio originale della Fiesta terza serie per ridurre i costi di produzione), le modifiche riguardavano la parte anteriore con il nuovo frontale ereditato direttamente dalla Fiesta del '95, gli sportelli erano quelli della Fiesta '95 5 porte, la nuova plancia introdusse i doppi airbag frontali e la casa introdusse numerosi dispositivi tecnologici come l'ABS e l'EBD. La parte posteriore non subì modifiche, con l'eccezione dei nuovi paraurti. Nonostante il telaio rimase lo stesso del modello precedente vennero aggiornati alcuni componenti, la scocca era realizzata in acciai più resistenti in caso d'impatto e vennero adottati motori e trasmissioni aggiornate.
Il motore 1.3i Endura-E benzina era proposto nella versione da 60 CV con cambio manuale a 5 rapporti e venne affiancato dal nuovo 1.242 16V benzina da 75 CV con cambio 5 rapporti. La gamma Diesel era composta dal rinnovato motore 1.8 Endura-DE aspirato da 60 CV con cambio a 5 rapporti affiancato dal 1.8 Endura-DI con turbocompressore Garrett da 75 CV e cambio manuale 5 rapporti. Tutte le versioni erano a trazione anteriore.
Come per la vecchia generazione anche il Courier seconda serie venne offerto nella versione vetrata con 5 posti (a panchetta).
Nel 1999 esordisce un lieve restyling sia per la Fiesta quarta serie sia per il Courier che ora presentano nuovi fari anteriori, nuova calandra, nuovo cofano e nuovi paraurti; inoltre migliorano anche alcune rifiniture interne.
La produzione del Courier cessò nel 2002, quando il modello venne sostituito dal Transit Connect e dal Tourneo Connect, realizzati sul pianale C170 della Ford Focus prima serie. Il Transit/Tourneo Connect abbandona la forma della carrozzeria "high-cube" con vano di carico separato per adottare un più moderno e aerodinamico disegno stile "monovolume".

#### Motorizzazioni seconda serie
| Modello    | Disponibilità        | Motore  | Cilindrata (cm³) | Potenza       | Coppia max (Nm) | Emissioni CO2 (g/km) | 0–100 km/h (secondi) | Velocità max (km/h) | Consumo medio (km/L) |
| 1.3i cat.  | dall'esordio al 2001 | Benzina | 1299             | 44 kW (60 CV) | 103             | n.d                  | 18,1                 | 140                 | 13,1                 |
| 1.8 Diesel | dall'esordio al 2001 | Diesel  | 1753             | 44 kW (60 CV) | 105             | n.d                  | 19,4                 | 140                 | 17,7                 |
| 1.8 TDdi   | dal 2000 al 2001     | Diesel  | 1753             | 55 kW (75 CV) | 140             | n.d                  | 13,9                 | 167                 | 18,8                 |